# العلاقات السعودية الفانواتية
العلاقات السعودية الفانواتية هي العلاقات الثنائية التي تجمع بين السعودية وفانواتو.

## مقارنة بين البلدين
هذه مقارنة عامة ومرجعية للدولتين:
| وجه المقارنة                                              | السعودية        | فانواتو                                  |
| --------------------------------------------------------- | --------------- | ---------------------------------------- |
| المساحة (كم2)                                             | 2.25 مليون      | 12.19 ألف                                |
| عدد السكان (نسمة)                                         | 33.00 مليون     | 276.24 ألف                               |
| الكثافة السكانية (ن./كم²)                                 | 14.67           | 22.66                                    |
| العاصمة                                                   | الرياض، الدرعية | بورت فيلا                                |
| اللغة الرسمية                                             | اللغة العربية   | اللغة البسلاما، لغة فرنسية، لغة إنجليزية |
| العملة                                                    | ريال سعودي      | فاتو فانواتي                             |
| الناتج المحلي الإجمالي (بليون دولار)                      | 683.83 مليار    | 862.88 مليون                             |
| الناتج المحلي الإجمالي (تعادل القوة الشرائية) بليون دولار | 1.69 تريليون    | 790.76 مليون                             |
| الناتج المحلي الإجمالي الاسمي للفرد دولار أمريكي          | 20.48 ألف       | 2.81 ألف                                 |
| الناتج المحلي الإجمالي للفرد دولار أمريكي                 | 52.01 ألف       | 3.03 ألف                                 |
| مؤشر التنمية البشرية                                      | 0.837           | 0.594                                    |
| رمز المكالمات الدولي                                      | +966            | +678                                     |
| رمز الإنترنت                                              | .sa             | .vu                                      |
| المنطقة الزمنية                                           | ت ع م+03:00     | ت ع م+11:00                              |

## منظمات دولية مشتركة
يشترك البلدان في عضوية مجموعة من المنظمات الدولية، منها:
| علم المنظمة | اسم المنظمة                        | تاريخ انضمام السعودية | تاريخ انضمام فانواتو |
| ----------- | ---------------------------------- | --------------------- | -------------------- |
|             | يونسكو                             | 4 نوفمبر 1946         | 10 فبراير 1994       |
|             | البنك الدولي للإنشاء والتعمير      | 26 أغسطس 1957         | 28 سبتمبر 1981       |
|             | منظمة حظر الأسلحة الكيميائية       | ?                     | ?                    |
|             | الأمم المتحدة                      | 24 أكتوبر 1945        | 15 سبتمبر 1981       |
|             | مؤسسة التمويل الدولية              | 18 سبتمبر 1962        | 28 سبتمبر 1981       |
|             | وكالة ضمان الاستثمار متعدد الأطراف | 12 أبريل 1988         | 27 يوليو 1988        |
|             | الاتحاد البريدي العالمي            | ?                     | ?                    |
|             | مؤسسة التنمية الدولية              | 30 ديسمبر 1960        | 28 سبتمبر 1981       |
|             | منظمة التجارة العالمية             | 11 نوفمبر 2005        | ?                    |
|             | المنظمة الهيدروغرافية الدولية      | 8 أبريل 2002          | ?                    |
|             | الاتحاد الدولي للاتصالات           | 7 فبراير 1949         | 30 مارس 1988         |

## وصلات خارجية
- موقع وزارة الخارجية السعودية